# Tye Harvey
Tye Harvey, född den 25 september 1974, är en amerikansk friidrottare som tävlar i stavhopp.
Harvey har deltagit vid ett internationellt mästerskap, nämligen inomhus-VM 2001 i Lissabon där han blev silvermedaljör efter ett hopp på 5,90.
Samma år noterade han sitt personliga rekord inomhus som är 5,93. Utomhus är det personliga rekordet 5,80 meter, en höjd han klarat tre gånger i sin karriär.